# Parafia Znalezienia Krzyża Świętego w Ochotnicy Dolnej
Parafia pw. Znalezienia Krzyża Świętego w Ochotnicy Dolnej – parafia rzymskokatolicka znajdująca się w diecezji tarnowskiej w dekanacie Krościenko nad Dunajcem. Erygowana w XVI wieku. Mieści się pod numerem 102. Prowadzą ją księża diecezjalni. Od 2025 proboszczem parafii jest ks. Stanisław Ryz. 